# All the Good Girls Go to Hell
Singles de Billie Eilish
Bad Guy
(2019) Everything I Wanted
(2019)
Clip vidéo
[vidéo] « All the Good Girls Go to Hell », sur YouTube
All the Good Girls Go to Hell (stylisée en minuscules : « all the good girls go to hell ») est une chanson de l'auteure-compositrice-interprète américaine Billie Eilish extraite de son premier album studio, When We All Fall Asleep, Where Do We Go? (2019).
Aux États-Unis, cette chanson débute dans le Billboard Hot 100 en avril 2019, la même semaine où l'album When We All Fall Asleep, Where Do We Go? entre dans le classement des albums les plus populaires (le Billboard 200) à la première place,.
Le clip a été publié sur YouTube le 4 septembre 2019.
La chanson est sortie en single en octobre,.

## Composition
La chanson est écrite et composée par Billie Eilish O'Connell avec son frère Finneas O'Connell et produite par ce dernier.

## Classements
| Classement (2019)               | Meilleure position |
| ------------------------------- | ------------------ |
| Australie (ARIA)                | 8                  |
| Belgique (Flandre Ultratip 100) | 11                 |
| Belgique (Wallonie Ultratip 50) | 27                 |
| Canada (Hot 100)                | 19                 |
| France (SNEP)                   | 179                |
| Allemagne (Media Control AG)    | 63                 |
| Irlande (IRMA)                  | 52                 |
| Italie (FIMI)                   | 70                 |
| Pays-Bas (Single Top 100)       | 42                 |
| Nouvelle-Zélande (RMNZ)         | 9                  |
| Norvège (VG-lista)              | 22                 |
| Portugal (AFP)                  | 22                 |
| Suède (Sverigetopplistan)       | 25                 |
| Royaume-Uni (UK Singles Chart)  | 77                 |
| États-Unis (Hot 100)            | 46                 |